# Nemněnice
Nemněnice jsou malá vesnice, část obce Černovice v okrese Plzeň-jih v Plzeňském kraji. Nachází se dva kilometry jihozápadně od Černovic. Je zde evidováno 20 adres. V roce 2011 zde trvale žilo 24 obyvatel.
Nemněnice jsou také název katastrálního území o rozloze 3,04 km².

## Historie
První písemná zmínka o vesnici pochází z roku 1395.

## Obyvatelstvo
| Rok            | 1869 | 1880 | 1890 | 1900 | 1910 | 1921 | 1930 | 1950 | 1961 | 1970 | 1980 | 1991 | 2001 | 2011 | 2021 |
| -------------- | ---- | ---- | ---- | ---- | ---- | ---- | ---- | ---- | ---- | ---- | ---- | ---- | ---- | ---- | ---- |
| Počet obyvatel | 144  | 156  | 125  | 162  | 148  | 147  | 148  | 62   | 55   | 49   | 51   | 28   | 27   | 24   | 20   |
| Počet domů     | 23   | 23   | 23   | 23   | 24   | 24   | 25   | 19   | 12   | 12   | 12   | 11   | 10   | 14   | 14   |

## Obecní správa
Při sčítání lidu v letech 1850–1959 Nemněnice byly samostatnou obcí v okrese Horšovský Týn (v letech 1850–1910 Horšův Týn). V letech 1960–1984 byly částí obce Bukovec v okrese okrese Domažlice. Od 1. října 1984 do 23. listopadu 1990 byly částí města Holýšov v okrese Domažlice. Od 24. listopadu 1990 jsou částí obce Černovice v okrese Domažlice, ale od 1. ledna 2021 v okrese Plzeň-jih.

## Galerie

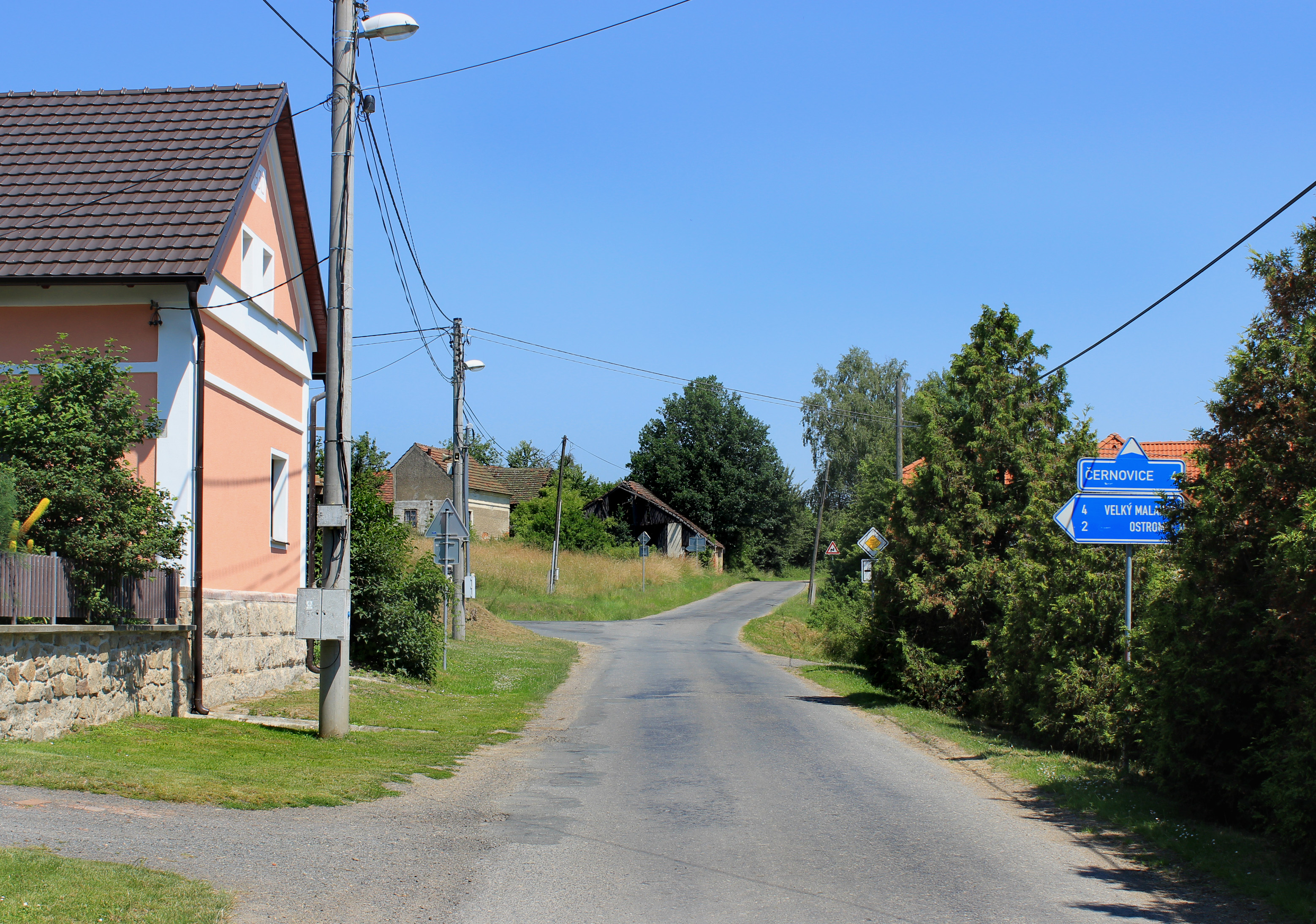
Křižovatka v severní části vesnice
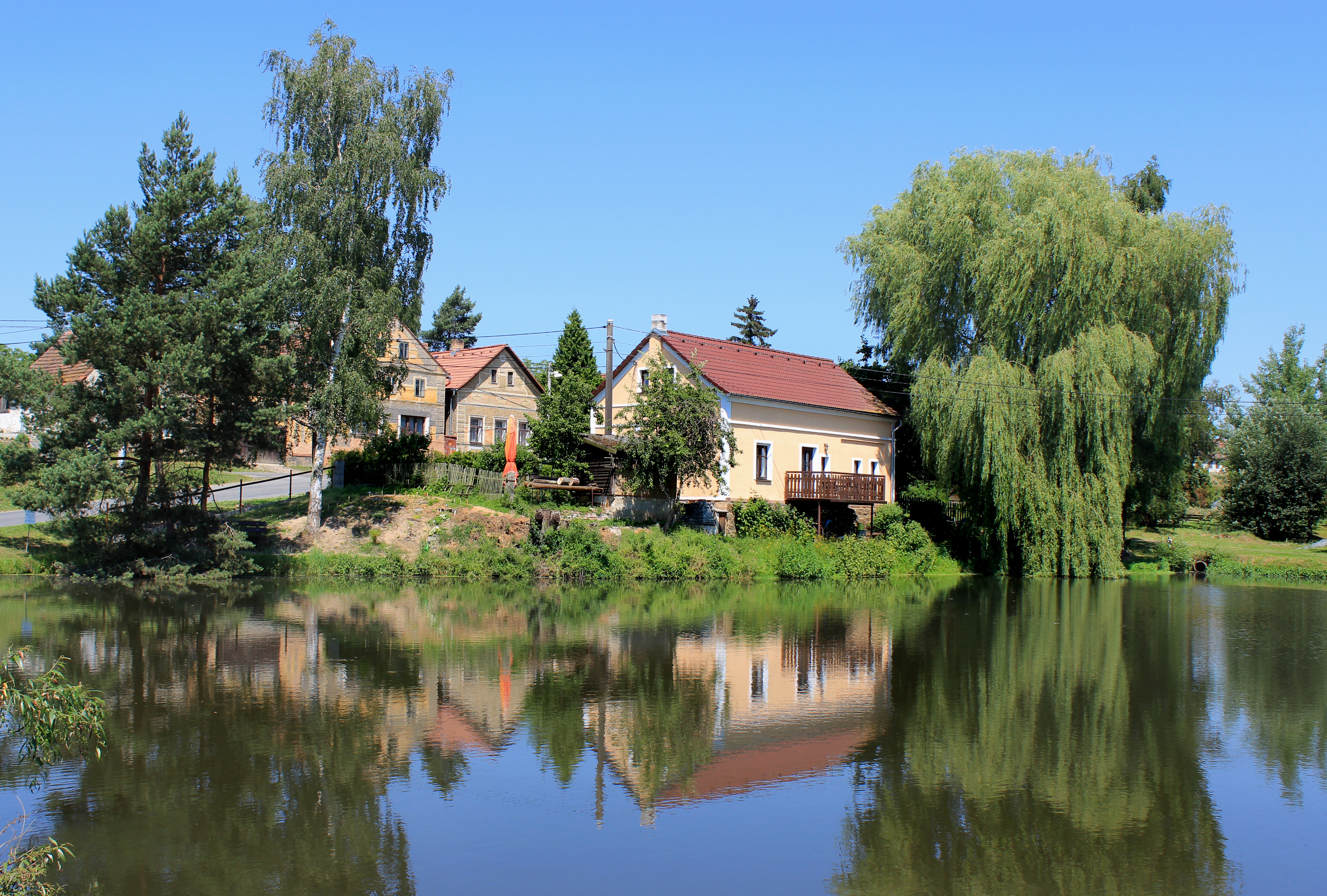
Domky u rybníka
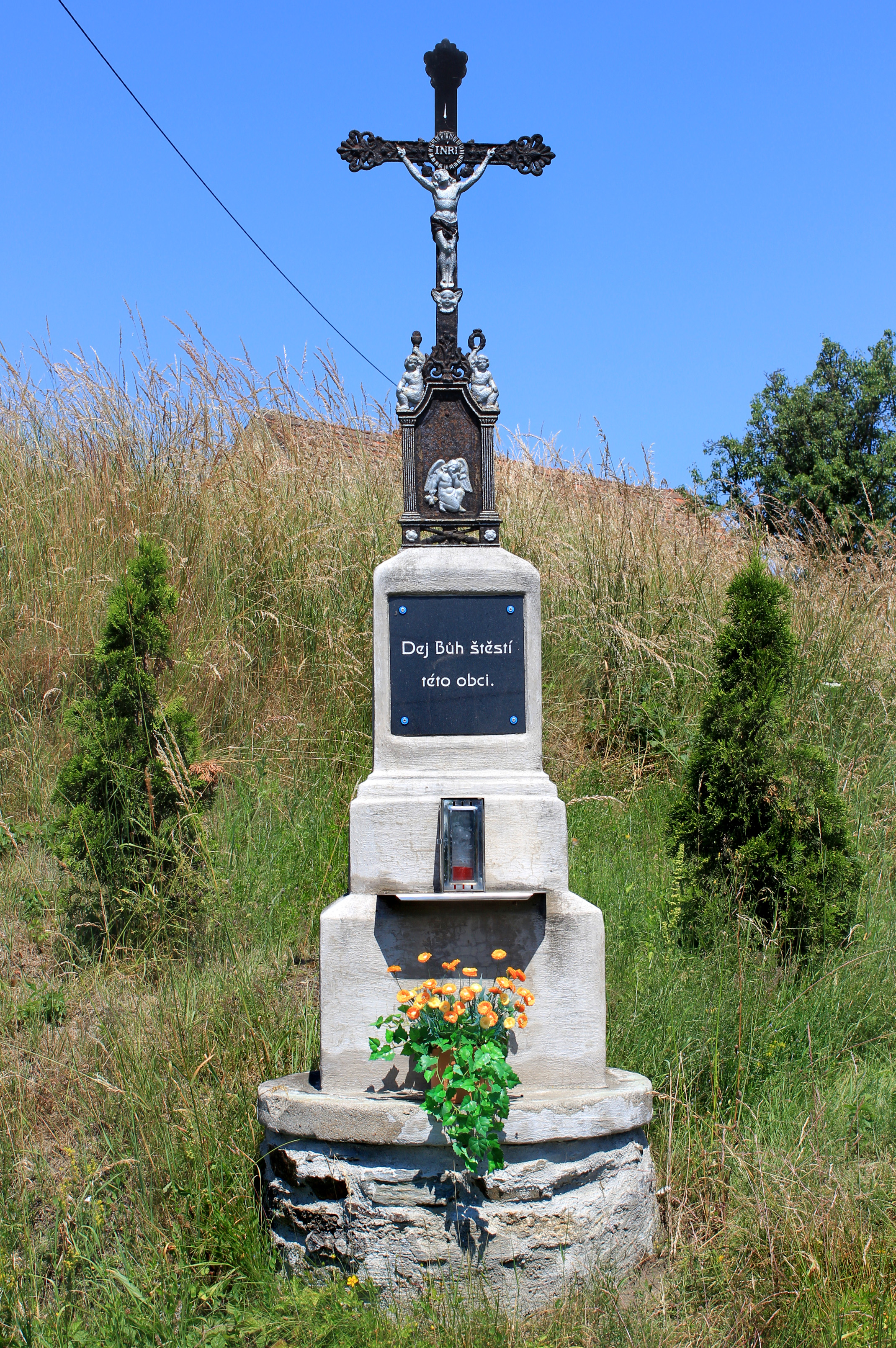
Křížek u křižovatky
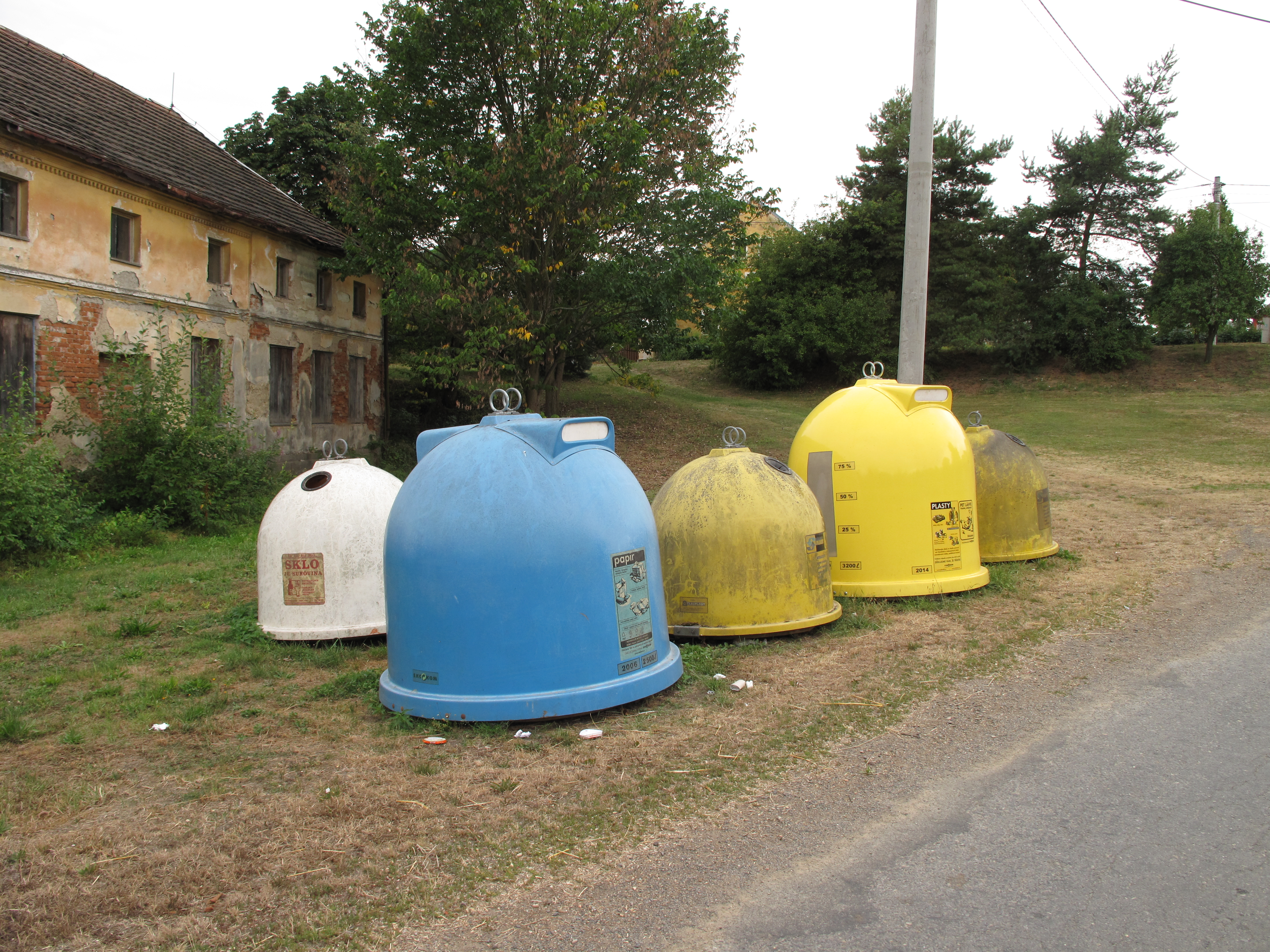
Kontajnery